# (2866) Харди
(2866) Харди (лат. Hardy) — типичный астероид главного пояса, который был открыт 7 октября 1961 года бельгийским астрономом Сильвеном Ареном в Королевской обсерватории Бельгии и назван в честь американского комедийного актёра Оливера Харди, ставшего известным благодаря комическому дуэту Лорел и Харди, в котором он выступал более 30 лет.

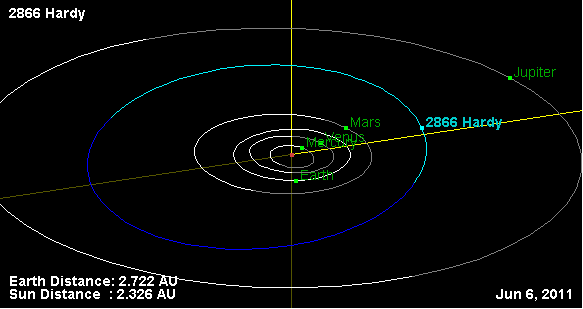
Орбита астероида Харди и его положение в Солнечной системе